# Zootrophion hirtzii
Zootrophion hirtzii är en orkidéart som beskrevs av Carlyle August Luer. Zootrophion hirtzii ingår i släktet Zootrophion och familjen orkidéer. Inga underarter finns listade i Catalogue of Life.